# Scambio globale delle informazioni militari
Lo scambio globale di informazioni militari (normalmente noto con l'acronimo inglese GEMI, Global Exchange of Military Information) è un documento che disciplina lo condivisione di informazioni militari tra gli Stati firmatari e rientra nell'ambito degli accordi in materia di controllo degli armamenti promossi dall'Organizzazione per la sicurezza e la cooperazione in Europa (OSCE). 

## Contenuto
Adottato il 28 febbraio 1994 a Budapest dall'allora Conferenza per la sicurezza e la cooperazione in Europa (CSCE, organismo precursore dell'OSCE), costituisce una misura di rafforzamento della fiducia e della sicurezza e prevede che scambino annualmente dati sui principali sistemi d'arma e di equipaggiamento e sul personale delle loro forze armate convenzionali nel loro territorio e ovunque dislocate su base permanente, a prescindere dalla collocazione presso Stato terzo ospitante. I dati sono scambiati entro il 30 aprile e riportano i dati al 1 gennaio dell'anno in corso (paragrafo 1).
Tale scambio si differenzia da quello previsto dal Documento di Vienna in quanto non si limita alla zona di applicazione (continente europeo, porzione occidentale della Russia fino agli Urali e territori delle repubbliche centroasiatiche ex-sovietiche) (Annesso I al Documento).

## Informazioni Scambiate
Le informazioni scambiate includono:
- Sede, forza organica degli Stati Maggiori Centrali (paragrafo 2.1).
- Organizzazioni di comando, catena di comando, posizione con coordinate e forza del personale per ciascuna formazione o forza armata (paragrafo 2.2).
- Dotazioni complessive di sistemi d'arma per categoria e sottocategoria e loro ubicazione, con particolare riferimento a (paragrafo 3):
  - Carri armati
  - Veicoli corazzati da combattimento;
  - Veicoli corazzati da trasporto truppa;
  - Carri gittaponte corazzati;
  - Lanciatori di missili guidati controcarro permanentemente installati su veicoli corazzati;
  - Artiglierie semoventi e trainate (cannoni, obici e mortai di calibro superiore a 100 mm);
  - Sistemi lanciarazzi multipli, calibro 100 millimetri o superiore.
  - Aerei (da combattimento specificando il numero di quelli in grado di operare da portaerei, da trasporto e da addestramento);
  - Elicotteri (d'attacco, di supporto al combattimento, da trasporto);
  - Navi da guerra di superficie, con dislocamento a pieno carico superiore a 400 t.;
  - Sommergibili di oltre 50 t. in immersione.

Di tali dotazioni gli Stati scambiano anche (paragrafo 5):
- nomenclatura/denominazione nazionali;
- descrizioni generali delle caratteristiche e delle capacità;
- relative fotografie.